# Prima Vera
Prima Vera ist ein deutsches Stummfilmmelodram aus dem Jahre 1917 von Paul Leni. Die Hauptrolle spielte Erna Morena.

## Handlung
Seit ihre Mutter, eine Tänzerin, frühzeitig verstarb, wurde Jutta Dirigero in einem Kloster erzogen. Nun ist die junge Frau zu einer schönen Erwachsenen gereift und wird von den Männern begehrt. Sie verliebt sich in einen Maler namens Melchior, dem sie Modell für ein Altarbildnis sitzt. Juttas Gönner ist der Domherr Rochus. Der betreibt ihre Verlobung mit dem wohlhabenden Fabrikanten Adrian Hevelaar. Ehe es zu dieser Verbindung kommen kann, flieht Jutta und kehrt zurück in die Arme Melchiors. Beide jungen Leute gehen nach Italien, wo Melchior sie aber eines Tages sitzenlässt. Schließlich wird die von Schicksalsschlägen stark Geprüfte die Verlobte eines jungen Mannes namens Hendrijk, des Neffen ihres Wohltäters Rochus’.

## Produktionsnotizen
Prima Vera entstand im Union-Atelier in Berlin-Tempelhof. Der Dreiakter war 1149 Meter lang und wurde im November 1917 zensuriert. Die Uraufführung fand am 11. Dezember 1917 statt.
Die Bauten schuf Regisseur Leni.

## Kritik
In Paimann’s Filmlisten ist zu lesen: „Stoff, Spiel, Photos und Szenerie sehr gut.“